# 神武 (李朝)
神武（じんぶ、Thần Vũ、タンブ）は、ベトナム、李朝の聖宗李日尊の治世で使われた元号。1069年 - 1072年。

## 西暦等との対照表
| 神武 | 元年    | 2年     | 3年     | 4年     |
| 西暦 | 1069年  | 1070年  | 1071年  | 1072年  |
| 干支 | 己酉    | 庚戌    | 辛亥    | 壬子    |
| 宋   | 熙寧2年 | 熙寧3年 | 熙寧4年 | 熙寧5年 |